# Lacul lebedelor (film din 1994)
The Swan Princess (în engleză The Swan Princess) este un film de animație din 1994, produs și regizat de Richard Rich.

## Distribuție
- Michelle Nicastro ca Odette
  - Liz Callaway ca Odette (cântând)
  - Adrian Zahiri and Larisa Oleynik ca young Odette
- Howard McGillin ca Derek
  - Adam Wylie and J.D. Daniels ca young Derek
- Sandy Duncan ca Queen Uberta
- Jack Palance ca Rothbart
  - Lex de Azevedo ca Rothbart (cântând)
- John Cleese ca Jean-Bob
  - David Zippel ca Jean-Bob (cântând)
- Steven Wright ca Speed
  - Jonathan Hadary ca Speed (cântând)
- Steve Vinovich ca Puffin
- Dakin Matthews ca King William
- Mark Harelik ca Lord Rogers
- Joel McKinnon Miller ca Bromley
  - Wes Brewer ca Bromley (cântând)
- James Arrington ca șambelan
  - Davis Gaines ca șambelan (cântând)
- Brian Nissen ca  narator

## Continuări
Patru continuări au fost realizate pentru acest film:
- The Swan Princess II: Escape from Castle Mountain (sau: The Secret of the Castle)
- The Swan Princess: The Mystery of the Enchanted Kingdom (sau: The Mystery of the Enchanted Treasure)
- The Swan Princess Christmas
- The Swan Princess V: A Royal Family Tale